# ジェシー・リバモア
ジェシー・ローリストン・リバモア（英語: Jesse Lauriston Livermore、1877年7月26日 - 1940年11月28日）は、アメリカの投機家・相場師。空売りを得意とした。

## 生涯
マサチューセッツ州シュルーズベリーの貧しい移民の家庭に生まれる。農業を継がせようとしていた父に反発し、14歳で家を飛び出し、ボストンで株仲買店の小僧になり、ここで株価の黒板書きの仕事をしながら独自にティッカーテープを読んで、相場の動きを観察するようになっていた。15歳のとき年上の同僚から差金決済取引の原型となるバケット・ショップに誘われ、3ドル12セントを儲けた時から投機家へと足を踏み出すことになる。彼は『無鉄砲な少年相場師（boy plunger）』の異名が付くほどバケット・ショップを相手に勝ち続けた。
1897年、 ニューヨーク証券取引所に発注する実際の株取引を開始するが、6ヶ月足らずで破産する（1度目の破産）。これは彼自身が後に語ったところによると、バケット・ショップでは注文が店頭で即刻執行されるのに対し、当時は電信を使っていたためにタイムラグがある本物の株取引の違いによるものであった。しかし、もぐりの証券会社の裏をかいて金を巻き上げ、復活する。
1900年10月、ネティ・ジョーダンと1度目の結婚。翌1901年、強気の相場に乗り5万ドル（現在の貨幣価値で20億円程度）の資産を作る。1906年、世界経済の情勢を分析して、この5万ドルを空売りに投じる。株価が下落するという読みは正しかったものの仕掛ける時期が早すぎたため、直後の株価の反騰の波に飲まれ、5月に2度目の破産。妻・ネティのために購入した高額の宝石類を質入して投機につぎ込むという頼みを断られたことをきっかけに、夫婦仲は悪化し別居が始まった。
1907年、2度の破産から立ち直り、100万ドル（現在の貨幣価値で200億円）の資産を保有するようになるが、「コットン・キング」の異名を持つパーシー・トーマスの勧めでコットン市場にも手を出すようになる。しかし1908年、コットン相場の大暴落で綿花の買い占めに失敗、莫大な負債を抱えることになる。
負債を抱えながら投機を続けることに限界を感じたリバモアは、債権者一人ひとりに「再起したら必ず負債は返す」と約束してまわった上で1915年2月18日、破産を申請、受理される（3度目の破産）。
破産が確定して精神的に開放されたリバモアは再び市場で勝ち始め、1917年に債権者達に負債を完済する。
同年10月に長年別居していたネティと離婚し、ショー・ガールだったドロシー・ウェントと出会って2度目の結婚。2児をもうける。
1929年9月4日、世界恐慌の引き金となった暗黒の木曜日10月24日、リバモアは大量の売りポジションを持っており、もし彼がこのまま売り続ければNY市場は本当に崩壊しかねない状態であった（リバモアは売り買いが上手くいっている時にさらに積み増すピラミッディングを得意とした）。ついにJ・P・モルガンがリバモアにわざわざ使いをよこし、市場を救済するため、これ以上の売りは行わないよう要請してきた。これを受け翌10月25日の朝、リバモアは猛然と買い戻しに入り、主要なあらゆる株をも買い捲る行動に出た。これをきっかけに市場の流れは変わり、暴騰相場が始まった。銀行家達は、リバモアの愛国的な行為に感謝した。リバモアはこの日1億ドル（現在の貨幣価値で4000億円）以上の利益をあげ、「ウォール街のグレートベア」の異名を取った。
1932年9月16日、不倫が元で別居していたドロシーと離婚。離婚後しばらくしてハリエット・メッツ・ノーブルと出会い、1933年3月28日に結婚。ハリエットの結婚は4度目であり、しかも彼女の前夫たちはみな自殺していた。
1934年3月5日、4度目の破産。
1940年3月、息子ジェシー・ジュニアの勧めから『How to Trade in Stocks』を著すが評判はいま一つであった。同年11月28日、ニューヨークのホテルの一室で「どうしようもない。事態は悪くなるばかりだ。私は戦うのに疲れた。もう続けていけない。私にはこれしか方法がない。私は君の愛には値しない。私は失敗者だ。本当にすまないが私にはこれしか方法がないのだ」と書かれた遺書を妻に残し、ピストル自殺を遂げた。晩年はうつ病を患っていた。
彼が死に際して残した信託と現金は500万ドルにのぼっていた。
カクテルのオールド・ファッションドを好んで飲んでいた。彼がバーの席に着くと、何も言わずにバーテンが作ったという話もある。

## 投機手法など
トレンドに従うという所は後世まで一貫しているが、年代や時期に応じて異なった手法を取った。
初期における手法はバケット・ショップにおける超短期の売り買いを繰り返す。いわゆるスキャルピングという手法であった。しかしながらニューヨーク取引所における現物株式の投資ルールと、発注後即時約定され手数料も少ないバケット・ショップの証拠金取引とでは取引所の方が1回辺りの売買手数料が多く、また約定のタイミングもブローカーによるタイムラグが生じてしまっていた為、失敗する。再度バケット・ショップに戻り証拠金取引でスキャルピングを続けて再起を図る。
その後ニューヨーク取引所へ復活を果たした際には長期的なトレンドフォロー型のトレーディングスタイルへと変えた。
増し玉を使ったトレード手法も行っているが、ピラミッティングについてはあえて自身では否定しており、時間差やそのトレンドを確認した上での分散投資であると指摘している。フィリップ・フィッシャーの様に成長株はいつ買っても良いが、1度で全て買わずに、時間をあけて買って行くという手法に近いものがある。
人生の後半は株価操縦にも携わっていた。当時は株価操縦を目的とした資金プールが公認されていた。リバモアは現金ではなく代わりに株価が上昇した暁に利益を得られる新株予約権を受け取るといった形で報酬を受け取っていた。
彼の空売り・破産・自殺は、ボストンの銀行家の父を持つジョセフ・P・ケネディ (ジョン・F・ケネディの父) のRCAラジオ株取引による大儲けと、よく対比される。彼に関する著書にReminiscences of a Stock Operator (株式投資家の回想)がある。晩年のリバモアが生涯を回想する自伝の形式をとっているが、経済ジャーナリストのエドウィン・ルフェーブルによるフィクションである。相場書の古典とされており、現在まで定期的な再出版が続いている。また日本語にも翻訳されている。